# Hilmar Baunsgaard
Hilmar Tormod Ingolf Baunsgaard (ur. 26 lutego 1920 w Slagelse, zm. 30 czerwca 1989) – duński polityk i przedsiębiorca, działacz partii Det Radikale Venstre i jej lider polityczny w latach 1961–1975, poseł do Folketingetu, minister, w latach 1968–1971 premier Danii.

## Życiorys
Ukończył w 1935 szkołę w Slagelse, po czym kształcił się w zawodzie handlowca. Pracował w sektorze prywatnym, w latach 1946–1961 był dyrektorem przedsiębiorstwa w Odense, a od 1964 do 1968 kierował firmą reklamową.
W 1936 dołączył do Radikal Ungdom, młodzieżówki socjalliberalnej partii Det Radikale Venstre. Od 1948 do 1951 zajmował stanowisko przewodniczącego tej organizacji. W latach 1957–1977 zasiadał w Folketingecie, pełniąc m.in. funkcję przewodniczącego frakcji parlamentarnej swojej partii. W latach 1961–1964 był ministrem handlu w rządach, którymi kierowali Viggo Kampmann i Jens Otto Krag. W latach 1961–1975 pełnił funkcję lidera politycznego partii Det Radikale Venstre.
Od lutego 1968 do października 1971 sprawował urząd premiera w ramach koalicji socjalliberałów, liberałów i konserwatystów. Działał na rzecz przystąpienia Danii do EWG. W 1977 zrezygnował z aktywności politycznej, pracował jako przewodniczący zarządu dziennika „Politiken”.